# Giovanni Aurelio Augurelli
Giovanni Aurelio Augurelli (Rímini, 1456 - Treviso, 1524) fue un humanista, poeta y alquimista italiano.

## Biografía
Augurelli vivió principalmente en Venecia, aunque estudió en Padua. Es más conocido por su relación con Pietro Bembo, con quien corrigió (junto a Trifon Gabriele) el Prose nelle quali si ragiona della volgar lingua. Notables son sus formas poéticas vulgares que, a pesar no haber sido publicadas, se conocen gracias a un pequeño número de manuscritos que se preservaron; también destaca su poema latino titulado Chrysopoeia (1515) dedicada al Papa León X. También escribió Carmina (1505), mientras que entre sus obras se encuentran Geronticon liber, Iambici libri y Sermonum libri, entre otras.